# 鑿齒國

圖出自《古今圖書集成·方輿彙編·邊裔典·第一百七卷》。

鑿齒國是《淮南子》所記海外三十六國之一，其民稱作鑿齒民。根據高誘所注，其國民形象為擁有一口長三尺的牙齒。

## 延伸閱讀
[在维基数据编辑]
 《欽定古今圖書集成·方輿彙編·邊裔典·第一百七卷》，出自陈梦雷《古今圖書集成》